# Wargaming.net
Wargaming.net este un dezvoltator de jocuri video de strategie, care activează începând cu anul 1998. Compania își are sediul în Belaurs.

## Jocuri
| Anul lansării                                                                         | Denumire                            | Gen                               | Scor (apreciere) |
| ------------------------------------------------------------------------------------- | ----------------------------------- | --------------------------------- | ---------------- |
| 2000                                                                                  | DBA Online                          | Turn-based strategy               | Indisponibil     |
| 2003                                                                                  | Massive Assault                     | Turn-based strategy               | 80.11%, 77       |
| 2004                                                                                  | Massive Assault Network             | Turn-based strategy               | 78.15%, 74       |
| 2005                                                                                  | Massive Assault: Domination         | Turn-based strategy               | 69.61%, 69       |
| 2006                                                                                  | Massive Assault Network 2           | Turn-based strategy               | 76.00%, 72       |
| 2007                                                                                  | Galactic Assault: Prisoner of Power | Turn-based strategy               | 69.47%, 68       |
| 2009                                                                                  | Order of War                        | Real-time strategy                | 71.67%, 69       |
| 2010                                                                                  | Order of War: Challenge             | Real-time strategy                | 72.50%, 70       |
| 2010 (Russia) 2011 (EU, US, and China) 2012 (Southeast Asia, Vietnam and South Korea) | World of Tanks                      | Massively multiplayer online game | 82.15%, 80       |
| 2013                                                                                  | World of Warplanes                  | Massively multiplayer online game |                  |
| 2013                                                                                  | World of Warships                   | Massively multiplayer online game |                  |
| TBA                                                                                   | World of Tanks Blitz                | Massively multiplayer online game |                  |

Jocurile dezvoltate de Wargaming.net au primit comentarii în cea mai mare parte pozitive. Site-ul web IGN a evaluat Massive Assault și Order of War cu 8.4, respectiv 8.0, pe o scară de la 1 la 10.

## Legături externe
- Site web corporativ
- Site oficial